# Raúl Alberto Lastiri
Raúl Alberto Lastiri (Buenos Aires, 1 september 1915 - aldaar, 11 december 1978) was een Argentijnse politicus en interim-president van 13 juli 1973 tot 12 oktober 1973.
Lastiri werd naar voren geschoven als president toen hij voorzitter van het Huis van Afgevaardigden was. Hij volgde Héctor Cámpora op, die aftrad. Hij organiseerde verkiezingen op 23 september 1973 die Juan Perón won met ruim 60% van de stemmen.
Zijn korte presidentschap werd gemarkeerd door een ruk naar rechts binnen de peronistische partij. Zijn schoonvader José López Rega, die tevens oprichter was van de Triple A, werd minister van Sociale Zaken. 
Zijn laatste dagen als president waren zeer gewelddadig. Op 25 september vermoordde de ultra-linkse beweging Montoneros secretaris-generaal José Ignacio Rucci van de CGT, de grootste vakbond van het land. Diezelfde maand had de Ejército Revolucionario del Pueblo (ERP) een aanslag op een militaire basis gepleegd in Parque Patricios, een buurt van  Buenos Aires, waarbij een dode viel. Dit was een vergeldingsactie voor het illegaal verklaren van de ERP en de sluiting van de linkse krant El Mundo.
Lastiri stond op Licio Gelli's lijst van P2-leden, een Italiaanse vrijmetselaarsloge.
- Virtual International Authority File: 4380156811376145390006